# توني بروكس (لاعب كرة قدم أمريكية)
توني بروكس (بالإنجليزية: Tony Brooks)‏ هو لاعب كرة قدم أمريكية أمريكي، ولد في 17 أغسطس 1969 في تلسا في الولايات المتحدة.

## وصلات خارجية
- توني بروكس على موقع مرجع كرة القدم المحترفة.كوم (الإنجليزية)